# Мурджа, Пьер Джузеппе
Пье́р Джузе́ппе Му́рджа (итал. Pier Giuseppe Murgia; род. 6 декабря 1940 года) — итальянский режиссёр и сценарист.

## Биография
В 1977 году он снял свой дебютный фильм «Распутное детство». 
В 1981 вышел фильм «Игра окончена» (La festa perduta), в 1984 снял мини телесериал «Хочу летать».
В последующие годы он работал исключительно на телевидении, был автором сценария семи эпизодов сериала «Спрут» (7 и 10).

## Награды
- Лучший молодой режиссёр, за фильм «La festa perduta» на кинофестивале в Сан-Себастьяне в 1981 году[1]

## Фильмография
- 1977: Распутное детство
- 1981: Игра окончена
- 1984: Хочу летать[итал.]